# Palacio de Fontes
El palacio de Fontes se encuentra en la calle General Ballesteros de Villanueva de los Infantes.
Esta fachada esta realizada con sillares de cantería mezclados con paramento de ladrillos cuyos vanos se reparten por toda la fachada, la portada central esta almohadillada, sobre esta portada se encuentra el friso decorado con triglifos y metopas, decoración similar que se repite en la parte superior.
La fachada esta rematada con un gran escudo, que no pertenece a la familia Fontes.
El interior del palacio gira en torno a un patio columnado.

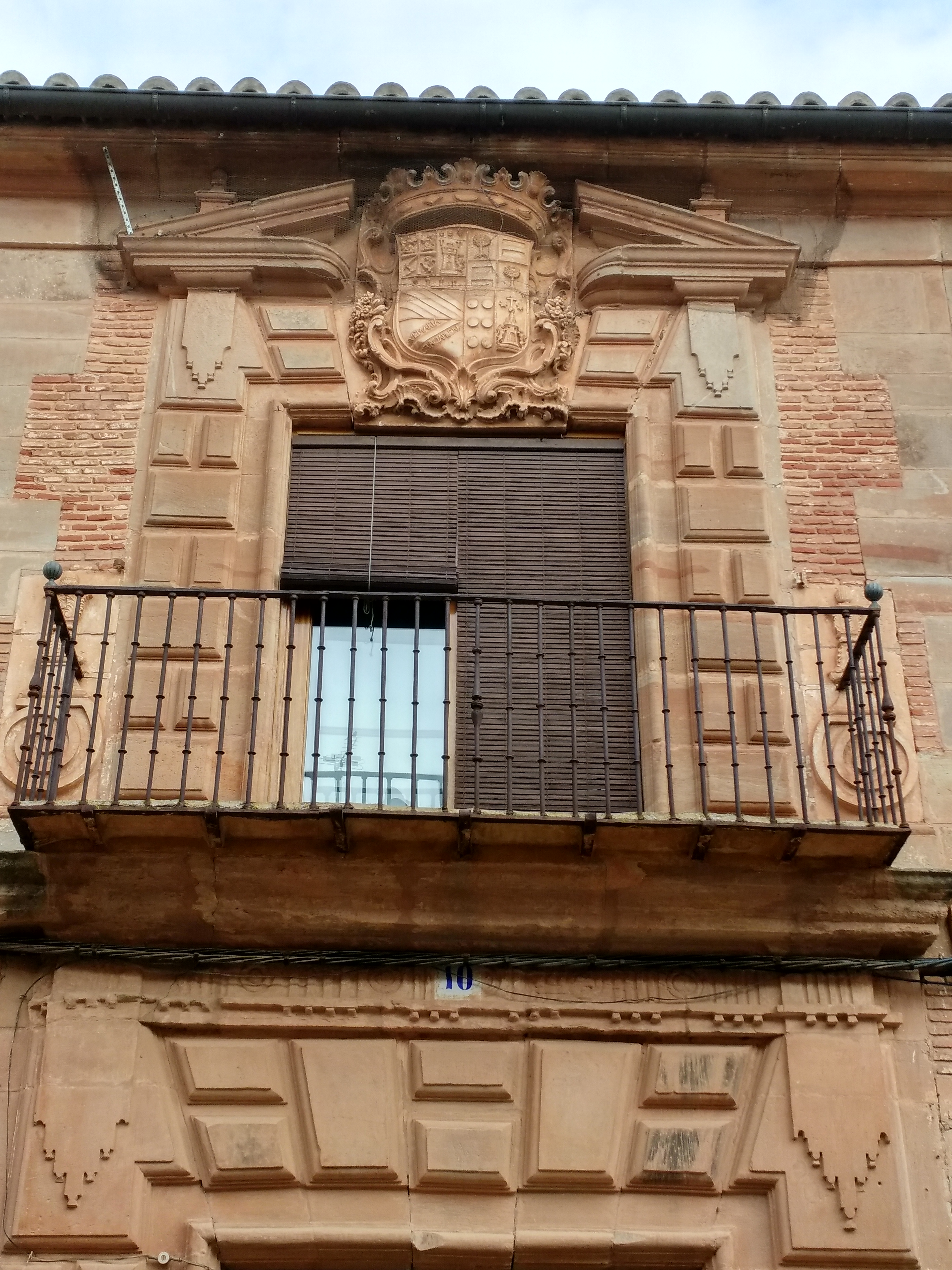
La fachada del Palacio Fontes.

## Acceso
- CM-412
- CM-3127
- CM-3129
- CR-632